# Kašpar Hauser
Kašpar Hauser (Kaspar Hauser, * údajně 30. dubna 1812 na neznámém místě — 17. prosince 1833 Ansbach) je jméno, pod kterým byl známý mladík, jehož skutečná identita nebyla nikdy objasněna. Případ vzbudil na přelomu dvacátých a třicátých let 19. století mimořádnou pozornost a Kašpar Hauser byl označován jako vlčí dítě nebo „dítě Evropy“.

## Život

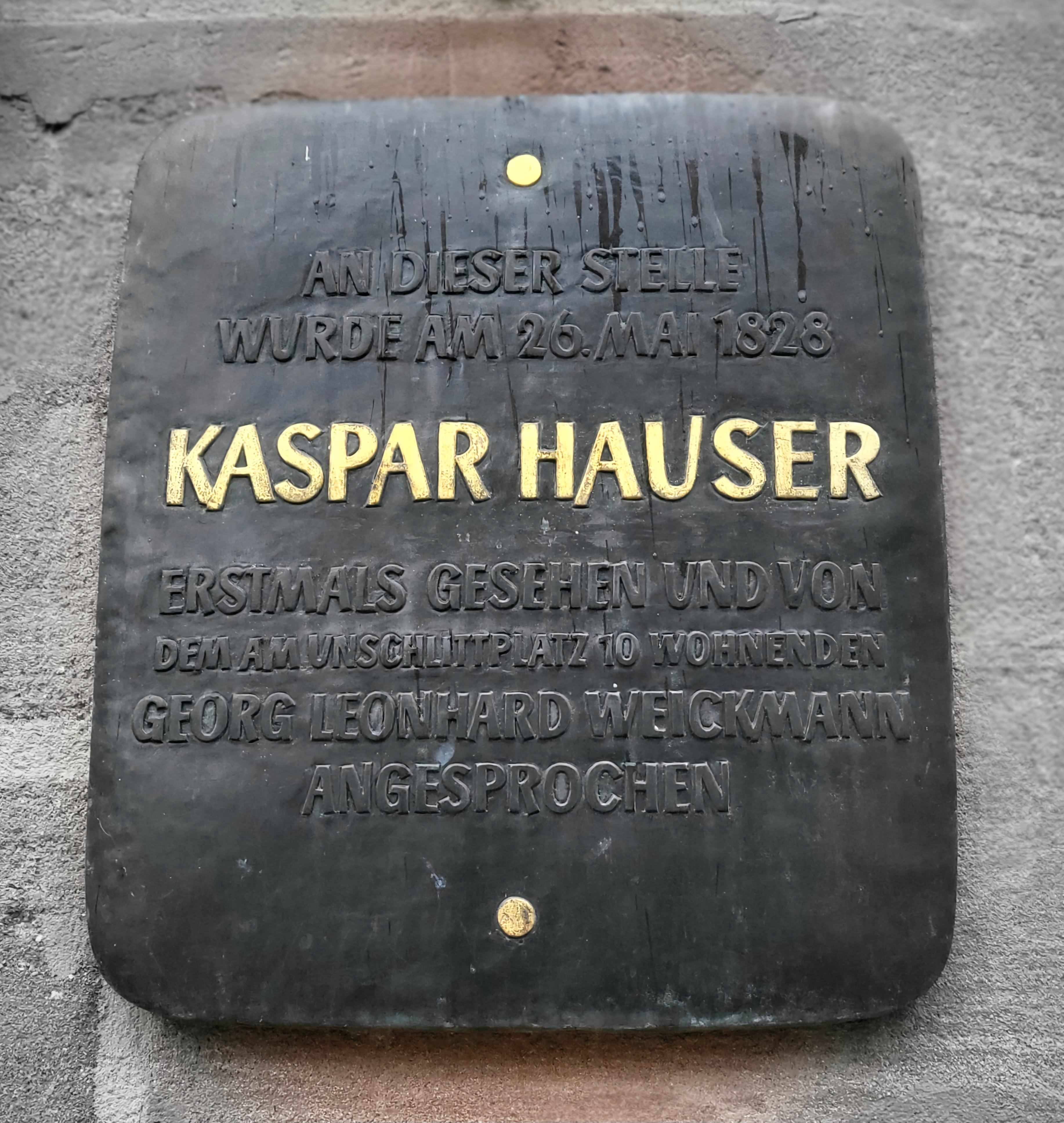
Pamětní deska na místě, kde byl poprvé spatřen

Chlapec se objevil v Norimberku 26. května 1828. Nedokázal se orientovat, byl špatně oblečen a hovořil nesouvisle. Měl u sebe dva dopisy. Jeden byl od Kašparovy matky, která uvedla jako jeho datum narození 30. duben 1812 a uvedla, že otcem dítěte byl voják, který padl, a matka se nemůže o dítě sama starat, proto jej dává k osvojení. Autor druhého se označuje za chudého nádeníka, který dítě vychoval a nyní žádá úřady, aby byl chlapec přijat k jezdectvu. Chlapec se uměl pouze podepsat jako Kašpar Hauser, jinak nedokázal uspokojivě zodpovědět žádné otázky. Teprve po čase, když se duševně i tělesně zotavil, začal vyprávět, že celý dosavadní život prožil v tmavé kobce a dostával jako potravu pouze vodu a suchý chléb. Jeho jediným společníkem byl dřevěný koník.
Kašpar se překvapivě rychle naučil mluvit, číst i psát, projevoval také výtvarný talent, osvojil si základní sociální návyky a dostal práci v právnické kanceláři v Ansbachu. Projevovaly se však u něj nevypočitatelné výkyvy nálad (pravděpodobně trpěl epilepsií). Tvrdil, že se stal dvakrát (v říjnu 1829 a v dubnu 1830) terčem vražedného útoku, nedokázal však pachatele popsat a vyšetřování nic neodhalilo. Dne 14. prosince 1833 přišel domů s bodnou ranou v hrudi a řekl svému domácímu Meyerovi, že byl v zámeckém parku napaden neznámým mužem. Ukázal také dopis, který od něho dostal, ve kterém se útočník představuje jménem M. L. Ö. O tři dny později Kašpar Hauser svým zraněním podlehl. Na jeho náhrobku je latinský nápis, který znamená: „Zde leží Kašpar Hauser, hádanka své doby. Původ neznámý, smrt tajuplná.“

## Verze událostí
Objevily se dohady, že chlapec je urozeného původu a že byl uvězněn jako nežádoucí pretendent trůnu. Za jeho otce byl označován Napoleon Bonaparte, podle jiné verze byl synem bádenského velkovévody Karla (kterému byl v obličeji značně podobný) a Stéphanie de Beauharnais (Napoleonova adoptivní dcera), jenž podle oficiální verze zemřel měsíc po narození. Zkoušky DNA, provedené v roce 1996 a znovu v roce 2002, nepotvrdily, ale ani spolehlivě nevyvrátily Hauserovo příbuzenství s rodem Zähringenů.
Podle jiných názorů je celý Hauserův příběh mystifikace, což dokazuje množství rozporů a nelogičností v jeho výpovědích (například oba dopisy, jimiž se v Norimberku vykázal, podle grafologického posudku napsal on sám). Byl to buď podvodník, který chtěl těžit z dojemné historky, nebo psychicky nemocný člověk, stižený bájivou lhavostí. Psychiatr Karl Leonhard dokazuje, že je vyloučeno, aby člověk, který prožil šestnáct let bez jakéhokoli sociálního kontaktu, působil natolik relativně normálně jako Kašpar Hauser. Také Hauserova smrt byla spíše sebevraždou než vraždou: na místě činu se ve sněhu nenašly stopy žádné jiné osoby. Podle svědectví současníků trpěl Hauser sklonem k sebepoškozování, vyskytly se také domněnky, že mělo jít o demonstrativní sebevraždu, kterou chtěl posílit svou upadající popularitu.

## V kultuře
Osud Kašpara Hausera rezonoval s náladami období romantismu, které si libovalo v záhadách a dramatech — aureolu mučedníka mu navíc dodávalo předpokládané spojení s Napoleonem, který se dosud těšil sympatiím mnoha tehdejších intelektuálů. Později se příběh o mladíkovi poznamenaném životem stráveným v izolaci stal ztělesněním existencialistického pocitu člověka vyvrženého ze světa. Kašpar Hauser se proto stal námětem řady uměleckých děl.
- Paul Verlaine napsal báseň Kašpar Hauser zpívá, kterou zhudebnil Georges Moustaki.
- Jakob Wassermann představil svoji verzi příběhu v románu Kašpar Hauser (1908, česky 1994).
- Finská autorka Eeva-Liisa Manner napsala rozhlasovou hru Yön Kaspar, eli Kaspar Hauserin Tarina (1986, česky uvedeno v rozhlase v překladu Andreje Rádyho pod názvem Noční Kašpar, neboli Příběh Kašpara Hausera)
- Peter Handke je autorem divadelní hry Kaspar.
- Hru Jana Vedrala Kašpar Hauser (Dítě Evropy) uvedlo Jihočeské divadlo a Divadlo na Vinohradech.[2]
- Suzanne Vega byla příběhem inspirována ke složení písně „Wooden Horse (Caspar Hauser's Song)“.
- Werner Herzog režíroval roku 1974 hraný film Každý pro sebe a bůh proti všem (v hlavní roli Bruno S.).
- V německém televizním filmu Petera Sehra Kaspar Hauser – Verbrechen am Seelenleben eines Menschen hráli také čeští herci Jiří Schmitzer a Oldřich Vlach.
- Davide Manuli zrežíroval film Legenda o Kašparu Hauserovi označovaný za novodobý technowestern.
- Tajemná postava jménem Kaspar Hauser se objevila v románu Teorie Podivnosti od české spisovatelky Pavly Horákové.
- Příběhem se nechali inspirovat i český rapper yanntray a producent kvítek, kteří v roce 2023 vydali společné album s názvem Kaspar Hauser.[3]